# Чувствительный милиционер
«Чувствительный милиционер» — художественный фильм кинорежиссёра Киры Муратовой совместного украинско-французского производства, снятый кинокомпаниями «Примодесса» и «Паримедиа» в 1992 году.

## Сюжет
О чудесной находке милиционера Толи, перевернувшей всю его жизнь. Персонажи фильма — смешные, трогательные, хорошие люди. Они много спорят о том, кому удочерить найденного в капусте ребёнка.
По словам режиссёра, в отличие от предыдущих лент, эта — чистосердечная история без подвоха, почти сказка, а эстетика картины — нечто близкое к витрине фотоателье, где на тебя таращатся розовощекие младенцы и улыбчивые молодожёны.

## В ролях
- Николай Шатохин,
- Ирина Коваленко,
- Наталья Раллева,
- Юрий Шлыков,
- Коваль Дарья,
- Владимир Карасёв,
- Леонид Кушнир
- Александра Свенская — медсестра
- Валентин Козачков — эпизод
- Валерий Наконечный — эпизод
- Андрей Касьянов
- Сергей Четвертков
- Ирина Токарчук
- Сергей Попов
- Эльвира Хомюк
- Александра Свенская
- Тамара Алексеева

## Награды и призы
- Приз кинопрессы за 1992 год «За лучшую режиссёрскую работу» Кире Муратовой.
- Специальный приз жюри кинофестиваля «Кинотавр» в Сочи в 1992 году — «Кино для избранных».
- Фильм включен в список ста лучших фильмов мира (Европейская Академия кино и телевидения).
- В числе ещё семи фильмов Муратовой входит в список 100 лучших фильмов в истории украинского кино.